# Phlaeobella sumbawana
Phlaeobella sumbawana är en insektsart som beskrevs av Willy Adolf Theodor Ramme 1941. Phlaeobella sumbawana ingår i släktet Phlaeobella och familjen gräshoppor. Inga underarter finns listade i Catalogue of Life.